# غريدي ليفينغستون
غريدي ليفينغستون (1972 - ) (بالإنجليزية: Grady Livingston)‏ هو لاعب كرة سلة أمريكي في مركز الوسط.

## وصلات خارجية
- غريدي ليفينغستون على موقع كلية كرة السلة في سبورتس رفرنس.كوم (الإنجليزية)